# Gavialoidea
Gavialoidea é um clado da ordem Crocodylia tradicionalmente categorizado como superfamília, mas que Brochu (2009) reclassificou como clado não categorizado. O grupo inclui todos os crocodilianos mais aparentados com o Gavialis gangeticus do que com o Crocodylus niloticus e Alligator mississippiensis. Os registros fósseis mais antigos datam do Campaniano no período Cretáceo Superior. A Gavialoidea está representada na América do Sul, América do Norte, Europa, África e Ásia.

## Classificação
O clado Gavialoidea inclui quatro gêneros incertae sedis e uma família:
- Gênero †Eothoracosaurus Brochu, 2004
- Gênero †Thoracosaurus Leidy, 1852
- Gênero †Eosuchus Dollo, 1907
- Gênero †Argochampsa Hua & Jouve, 2004
- Família Gavialidae Hay, 1930